# Serraval
Serraval é uma comuna francesa na região administrativa de Auvérnia-Ródano-Alpes, no departamento da Alta Saboia. Estende-se por uma área de 19.73 km². Em 2010 a comuna tinha 769 habitantes (densidade: 39 hab./km²).